# Varve

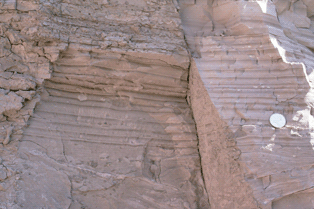
Varves datées du Pléistocène à Scarboro Bluffs, Toronto, Ontario, Canada. Les varves les plus épaisses font environ 2 centimètres d'épaisseur.

Une varve est une couche ou strate sédimentaire qui s'est déposée en une année, au fond d'un lac. Cette stratification est due à des variations annuelles du climat (saisons). L'étude des varves est utile pour dater des événements climatiques et géologiques récents.
Sur certains affleurements, on peut aisément différencier l'alternance des varves d'hiver et des varves d'été, ces dernières étant nettement plus sombres en raison de l'accumulation de matière organique d'origine végétale au cours de la période estivale. Dans le cas des lacs périglaciaires, la couche estivale est claire car l'eau issue de la fonte du glacier charrie des sédiments détritiques, et la couche hivernale est sombre, les silts et argiles décantant en eau calme.